# Crepidula adunca
Crepidula adunca, common name the "hooked slippersnail" là một loài ốc biển hoặc "slipper snail", là động vật thân mềm chân bụng sống ở biển trong họ Calyptraeidae.

## Phân bố
Loài này thường gặp ở miền đông Thái Bình Dương Ocean, from Canada to Baja California, Mexico.